# Portumno
Portumno o Portuno era el nombre de un dios marino adorado en las costas de Italia, principalmente entre los etruscos y romanos.
Se le identificaba con Palemón o Melicertes y algunas veces con Neptuno. Presidía las entradas principalmente de los puertos y por eso se le representaba empuñando una llave. Esta divinidad marina pertenece a la mitología de la antigua Italia y en el puerto del Tíber tenía un templo en el cual el 17 de agosto de cada año se celebraban las fiestas llamadas Portumnalia.
- El contenido de este artículo incorpora material del tomo 46 de la Enciclopedia Universal Ilustrada Europeo-Americana (Espasa), cuya publicación fue anterior a 1945, por lo que se encuentra en el dominio público.

- Datos: Q6083274